# Конус текстильний
Конус текстильний (Conus textile) — вид черевоногих молюсків з родини Conidae.

## Опис

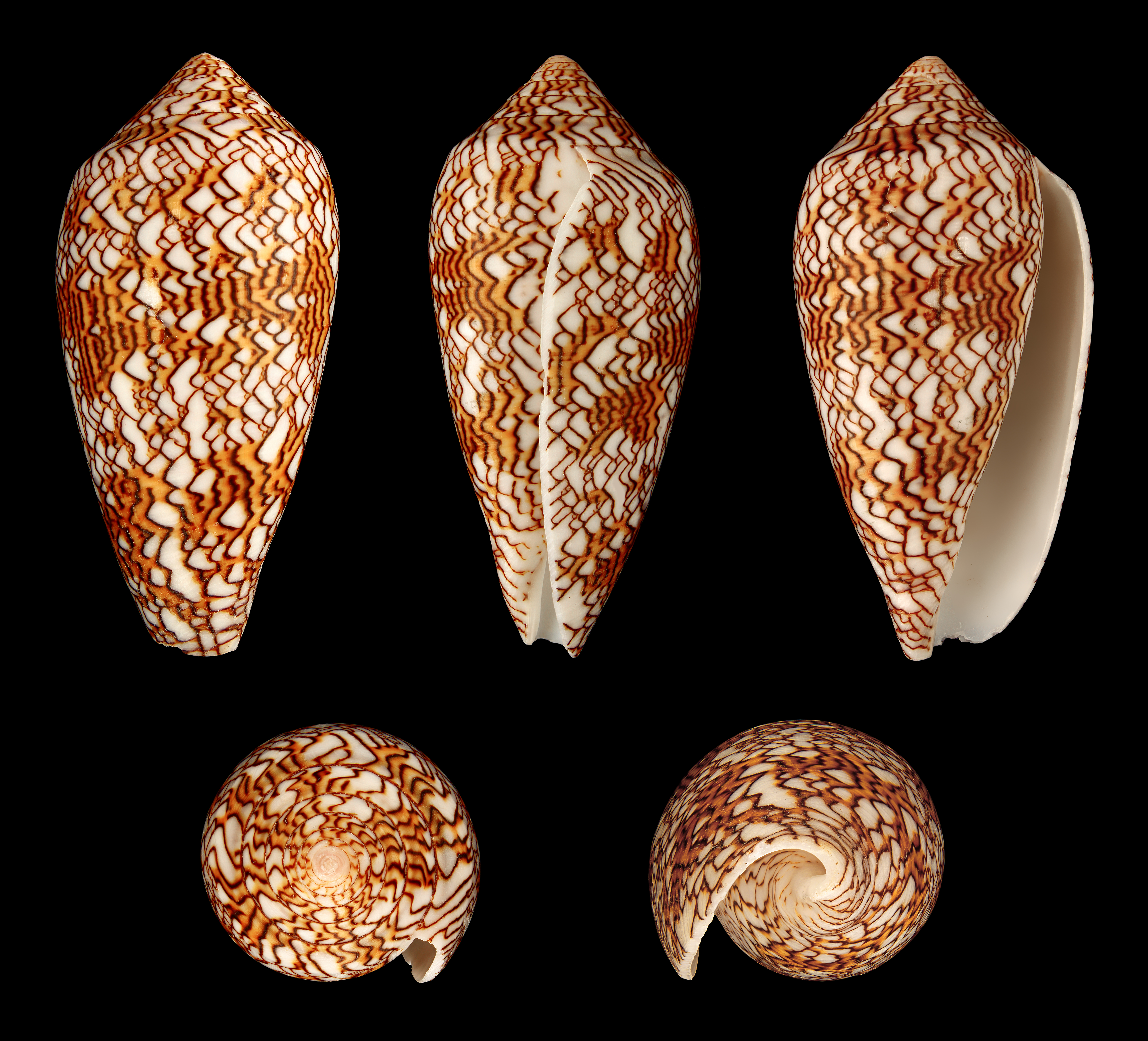
Раковина молюска з різних ракурсів

Черепшка завдовжки 40-150 мм. Черепшка середніх розмірів, яйцевидно-конічної форми, товстостінна, роздута, симетрична. Поверхня раковини гладка. Устя черепашки щілиноподібне, зсередини-білого кольору. Загальне забарвлення біле з двома рядами широких золотисто-жовтих смуг, що нагадують собою піщані доріжки на мілководді, і тонким лускоподібним малюнком біля цих смуг. Вершина черепашки сплощена, без корони, пофарбована лускатим візерунком. Візерунок черепашки нагадує картини, породжені клітинним автоматом Правило 30.

## Ареал
Населяє тропічний Індо-Тихоокеанський регіон від східних берегів Африки (Мозамбік) до Індії та Австралії.

## Біологія
Молюски зустрічаються на мілководді до глибини 50 метрів, на ділянках коралових рифів. Віддають перевагу піщаному ґрунту. Активний хижак-полює на риб, черв'яків і передньожаберних черевоногих молюсків. Помітивши здобич за допомогою осфрадія, спеціального чутливого органу, молюск повільно наближається до неї. Здобич вбиває за допомогою отрути, яку впорскує в тіло жертви спеціальним органом. Токсин має нервово-паралітичну дію. Радула має зуби, видозмінені під гарпун — загострені кінці забезпечені гострими спрямованими назад шипами. Усередині гарпуна проходить порожнина, поєднана з отруйною залозою. Зуби сидять двома рядами, по одному зубу з кожного боку пластинки радули. Також живитися падаллю головоногих молюсків.

## Конус текстильний і людина
Отрута цього виду конусів є небезпечною для людини. Укол молюска спричинює гострий біль і оніміння в місці ураження. Місце укусу спочатку блідне, а потім розвивається синюшність. Відчуття оніміння часто поширюється на інші ділянки тіла. У тяжких випадках можливі непритомність, спастичний параліч скелетної мускулатури, серцева недостатність та ін. Специфічних препаратів для лікування наслідків укусу немає.